# Winfried Berkemeier
Winfried Berkemeier (* 22. Januar 1953 in Gronau (Westf.)) ist ein ehemaliger deutscher Fußballspieler. Der zumeist im Mittelfeld eingesetzte Spieler hat insgesamt in der Fußball-Bundesliga für die Vereine 1. FC Köln, Tennis Borussia Berlin, 1. FC Nürnberg und FC Schalke 04 98 Ligaspiele absolviert und elf Tore erzielt. In der 2. Fußball-Bundesliga wird er mit 71 Ligaspielen und 14 Toren aufgeführt.

## Leben und Laufbahn
Der im westfälischen Gronau geborene Berkemeier hat in Düren seine Schulzeit verbracht und anschließend eine Ausbildung zum Steuerfachgehilfen durchlaufen. Seine erste Vereinsstation war ab dem Jahr 1961 die Jugendabteilung der Sportfreunde Düren. 1965 folgte seine Wechsel zur SG Düren 99 und 1971/72 spielte er seine erste Saison in deren 1. Mannschaft in der Verbandsliga Mittelrhein. Ab der Runde 1972/73 gehörte er dem 1. FC Köln an und belegte mit den FC-Amateuren in der Mittelrheinliga den 3. Rang. Der schuss- und dribbelstarke Allrounder, der neben dem offensiven Mittelfeld auch im Angriff oder gar in der Verteidigung eingesetzt werden konnte, unterschrieb zur Saison 1973/74 einen Lizenzspielervertrag bei der „Geißbock-Elf“ und wurde somit zum Profifußballer.
Im letzten Spiel von Trainer Rudi Schlott, der vormalige Weisweiler-Assistent wurde ab dem 17. September 1973 von Zlatko Cajkovski abgelöst, am 15. September bei einem Auswärtsspiel gegen den Hamburger SV (1:3), wurde der Mann aus Düren erstmals in der Bundesliga zum Einsatz gebracht. In der 85. Minute wurde er für Detlev Lauscher eingewechselt. Seine dritte Einwechslung am 19. Spieltag, den 12. Januar 1974, geschah bei einem 4:2-Heimerfolg gegen Fortuna Düsseldorf, als er in den Schlussminuten für Wolfgang Overath zum Einsatz gebracht wurde. Im zweiten Jahr, 1974/75, durfte er lediglich am Rundenschlusstag, den 14. Juni 1975, bei einem 4:2-Heimerfolg gegen den MSV Duisburg aktiv werden. Es wurde seine Verabschiedung aus Köln, zur Runde 1975/76 schloss er sich Tennis Borussia Berlin in der 2. Bundesliga Gruppe Nord an. Gegen die leistungsstarke Konkurrenz wie Heinz Flohe, Herbert Neumann, Wolfgang Overath, Jürgen Glowacz und Heinz Simmet hatte er keine wirkliche Chance gehabt.
Für die „Veilchen“ lief er in drei Jahren in 104 Pflichtspielen auf und erzielte 16 Tore; er hatte durchgängig der Stammformation angehört. Gleich in seinem ersten Jahr, 1975/76, gewann er unter Trainer Helmuth Johannsen mit den Charlottenburgern die Meisterschaft in der 2. Bundesliga Gruppe Nord vor Borussia Dortmund und Preußen Münster. Mit Hubert Birkenmeier, Peter Eggert, Norbert Siegmann, Ditmar Jakobs, Albert Bittlmayer und Torjäger Norbert Stolzenburg (27 Tore) hatte er zu den Leistungsträgern der violetten Adlerträger gehört und hatte in 37 Ligaeinsätzen neun Tore zum Bundesligaaufstieg erzielt. In der Eliteliga musste Tennis Borussia aber ohne Aufstiegstrainer Johannsen antreten und holte sich Rudi Gutendorf für die Aufgabe des Klassenerhaltes an die Spree. Stolzenburg-Nachfolger Benny Wendt erzielte zwar herausragende 20 Treffer, aber mit 4:30 Auswärtspunkten konnte der Klassenerhalt nicht realisiert werden. Berkemeier hatte auch nur zwei Treffer in 33 Ligaeinsätzen beisteuern können.
Zur Runde 1978/79 kehrte der Dürener wieder in die Bundesliga zurück: Der 1. FC Nürnberg verstärkte mit Berkemeier seine Bundesliga-Mannschaft. Dort wurde er auf Anhieb zum Stammspieler und bestritt 32 von 34 möglichen Partien, in denen er an der Seite von Horst Weyerich, Reinhold Schöll und Peter Stocker vier Treffer erzielte. Da auch der Trainerwechsel von Werner Kern zu Altmeister Robert Gebhardt nichts brachte, stieg der „Club“ mit den wenigsten Treffer der Runde, 36 Tore, in die 2. Liga ab.
Ab Beginn der Saison 1979/80 trat er für den FC Schalke 04 an, für den er bis 1980 spielte. Er belegte mit Schalke an der Seite von Mitspielern wie Norbert Nigbur, Klaus Fichtel, Rolf Rüssmann, Rüdiger Abramczik und Klaus Fischer den 8. Rang und hatte in 29 Ligaeinsätzen fünf Tore erzielt. Finanzielle Turbulenzen wie auch Unruhe auf der Trainerseite, „Königsblau“ benötigte drei Trainer in dieser Runde mit Gyula Lóránt, Dietmar Schwager und Fahrudin Jusufi, führten dazu, dass Berkemeier kurzfristig im August 1980 einen neuen Vertrag in der Schweiz beim BSC Young Boys Bern unterschrieb und sich aus dem Ruhrgebiet verabschiedete. Ein Mitgrund für seinen Abschied waren auch angekündigte Gehaltsreduzierungen auf Schalke.
Er spielte zwei Runden mit Bern und belegte mit YB die Plätze vier und fünf und trat 1982/83 nochmals als Neuzugang beim FC Basel an. Bei Basel hatte die „Legende“ Helmut Benthaus sein Amt zur Verfügung gestellt und Rainer Ohlhauser hatte seine Nachfolge angetreten. An der Seite von Mitspielern wie Stefano Ceccaroni und Thomas Hauser belegte Berkemeier mit den Rotblauen lediglich den 11. Rang und beendete im Sommer 1983 seine höherklassige Spielerlaufbahn.
Nachdem er seine aktive Laufbahn beendet hatte, übernahm Berkemeier bei einigen Schweizer Vereinen die Position des Trainers. Zuerst übernahm er 1983/84 den FC Raron als Spielertrainer; erlitt aber zwei Schienbeinbrüche und wurde zum Sportinvaliden. Dadurch ging er ins „normale“ Arbeitsleben im Steuerberatungsbereich. Von 1987 bis zu seiner Frühpension Anfang 2017 war er als Gemeindeschreiber (hauptverantwortlicher kaufmännischer Mitarbeiter) der Gemeinde Unterbäch in den Walliser Alpen tätig. Bei den Eidgenossen ist der Rheinländer längst heimisch geworden.

## Vereine

### Als Spieler
- 0000 – 1973 SG Düren 99
- 1973 – 1975 1. FC Köln
- 1975 – 1978 Tennis Borussia Berlin
- 1978 – 1979 1. FC Nürnberg
- 1979 – 1981 FC Schalke 04
- 1981 – 1982 BSC Young Boys
- 1982 – 1983 FC Basel
- 1983 – 1984 FC Raron

### Als Trainer
- 1983 – 1985 FC Raron (bis 1984 Spielertrainer)
- 1995 – 1997 FC Termen / Ried-Brig
- 2002 – 2005 FC Visp (Assistent)
- seit Ende 2005 FC Naters (Assistent)